# Model release
Model release je smlouva uzavřená mezi fotografem a fotografovanou osobou, ve které tato osoba vymezuje, jak může fotograf s vytvořenou podobiznou nakládat. 
Obecne plati, že pokud někdo fotografii zveřejní bez souhlasu zobrazené osoby, může se jednat o porušení práva na ochranu osobnosti, za které může být fotograf žalován. Právním základem je zejména občanský zákoník, který v § 84 a násl. stanovuje, že zachytit jakýmkoli způsobem podobu člověka tak, aby podle zobrazení bylo možné určit jeho totožnost, je možné jen s jeho svolením; stejně tak je svolení potřeba pro rozšiřování této podoby. Výjimkou, pro kterou svolení není třeba, mohou být např. úřední jednání na základě zákona či přiměřené užití pro vědecké či umělecké účely a zpravodajství.